# Солоне озеро (Бобринецький район)
Соло́не озеро — озеро в Україні, в межах Бобринецького району Кіровоградської області. Розташоване поблизу села Веселівка. Являє собою штучну водойму, створену на річці Сухій. Вода у водоймі сильномінералізована. Протягом останніх десяти років широко використовується для лікування хвороб та покращення загального стану організму, протягом літнього сезону на озері щоденно оздоровлюються до 200–300 осіб — цьому сприяє його розміщення за 5 км від автодороги Кропивницький-Миколаїв.
Дослідження хімічного складу води, синьої глини та грязей було проведено у 2014 році на базі лабораторій загальної та неорганічної хімії Херсонського державного університету під керівництвом доцента М.Шеврякова — вивчався катіонний та аніонний склад води та хімічний склад мулу чорного та сіро-блакитного забарвлення.
У результаті дослідження було встановлено, що вода озера є сильномінералізованою, містить 32 грами солей на літр води — хлоридів та сульфатів натрію, кальцію, магнію з незначною кількістю фосфатів. Жорсткість води становить близько 60 одиниць, вода є слаболужною, з незначною кількістю гідрокарбонатів.
Магнію міститься 717 мг/л, кальцію 876 мг/л, натрію 4950 мг/л, гідрокарбонатів 390 мг/л, сульфатів 10100 мг/л, хлоридів 6443 мг/л. За хімічним складом вода може бути віднесена до першої групи бальнеологічних вод — лікувальна мінеральна вода без специфічних компонентів, яку можна використовувати для лікування захворювань опорно-рухового апарату, шкіри, покращення загального стану організму і призначена лише для зовнішнього застосування у вигляді водних процедур (купання, обливання).
Дослідження мулу показало, що вологість чорного мулу становить 78,2%, сіро-блакитного («синьої глини») −22,8%, мінеральна частина чорного мулу — 77,1%, органічна — 22,9%. У чорному мулі та придонній воді наявний сірководень у кількості 1,1 мг/л. Мул чорного забарвлення можна віднести середньо-сульфітних середньомінералізованих лікувальних грязей.
Систематичного вивчення лікувальних властивостей Солоного озера на даний час не проводилося, але протягом 2005–2015 років використання водних процедур та грязетерапії показало покращення стану у хворих з такими захворюваннями як ревматизм в неактивній фазі, ревматичний поліартрит, остеоартроз, спондильоз, остеохондроз, артрити, посттравматичні стани, бурсит, тендовагініт, хронічний остеомієліт, облітеруючі захворювання судин кінцівок. Синю глину Солоного озера використовують також і для косметичних масок.
На даний час спеціалізованої інфраструктури для лікування та прийому відпочиваючих на озері немає.